# Шенбург (Заале)
Шенбург (Заале) (нім. Schönburg (Saale)) — громада в Німеччині, розташована в землі Саксонія-Ангальт. Входить до складу району Бургенланд. Складова частина об'єднання громад Ветауталь.
Площа — 14,83 км2. Населення становить 1050 ос. (станом на 31 грудня 2021).

## Галерея

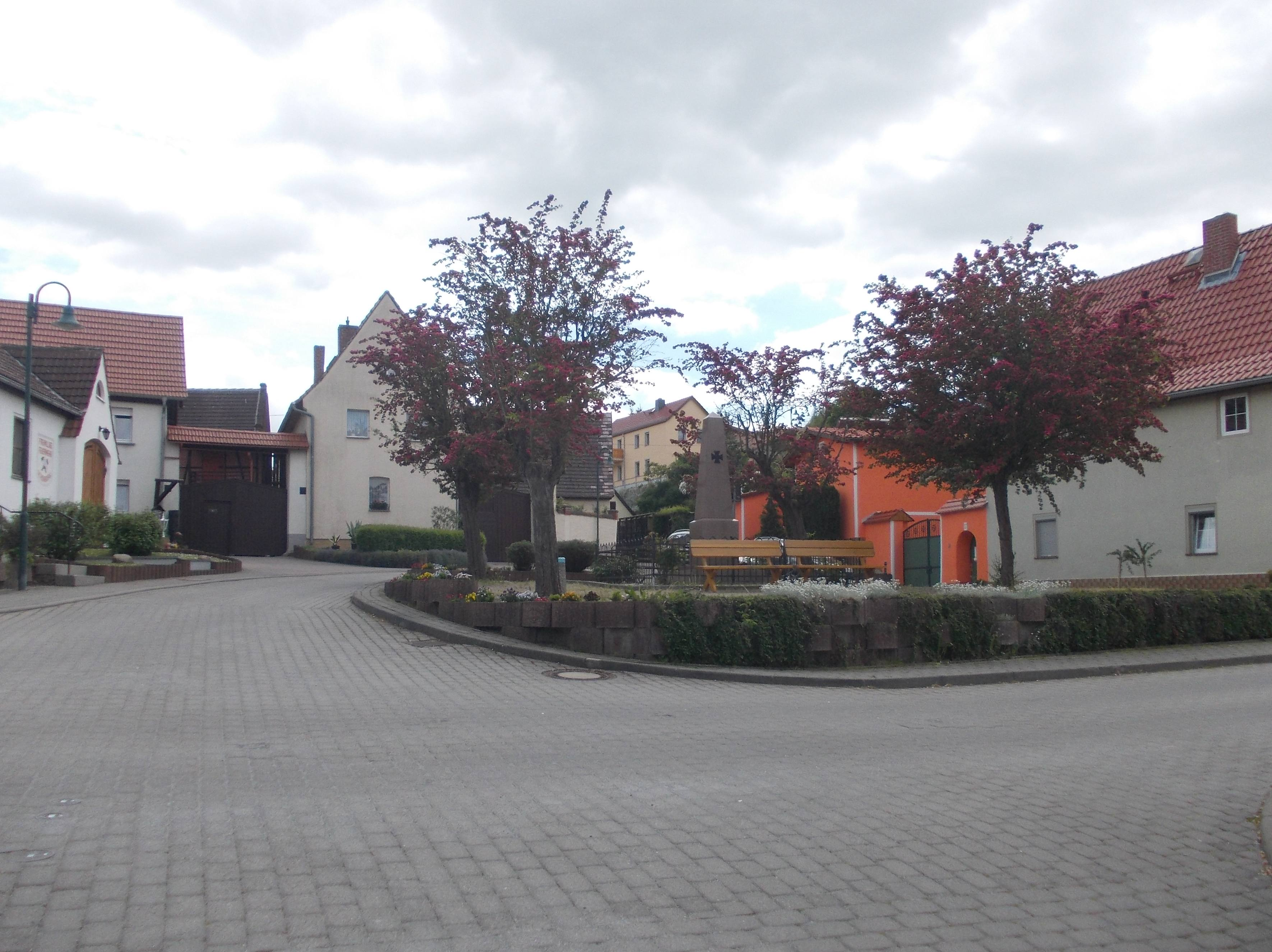
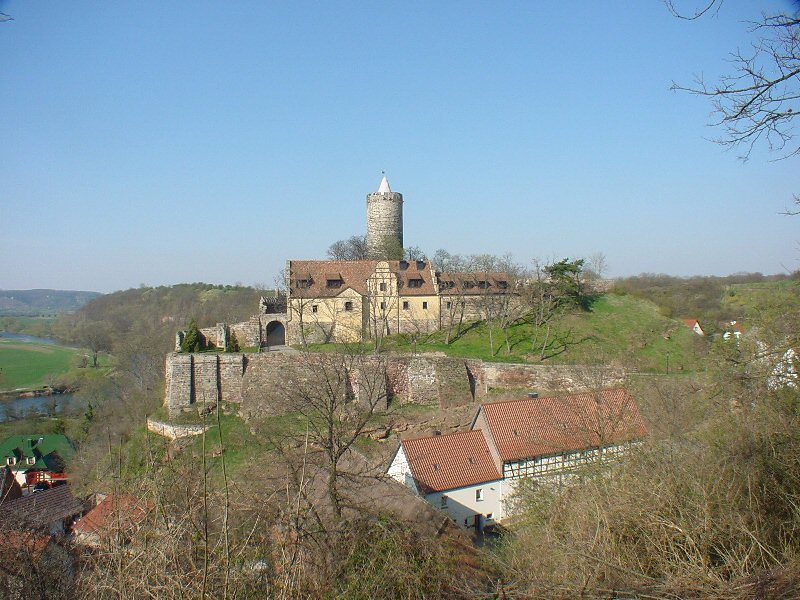
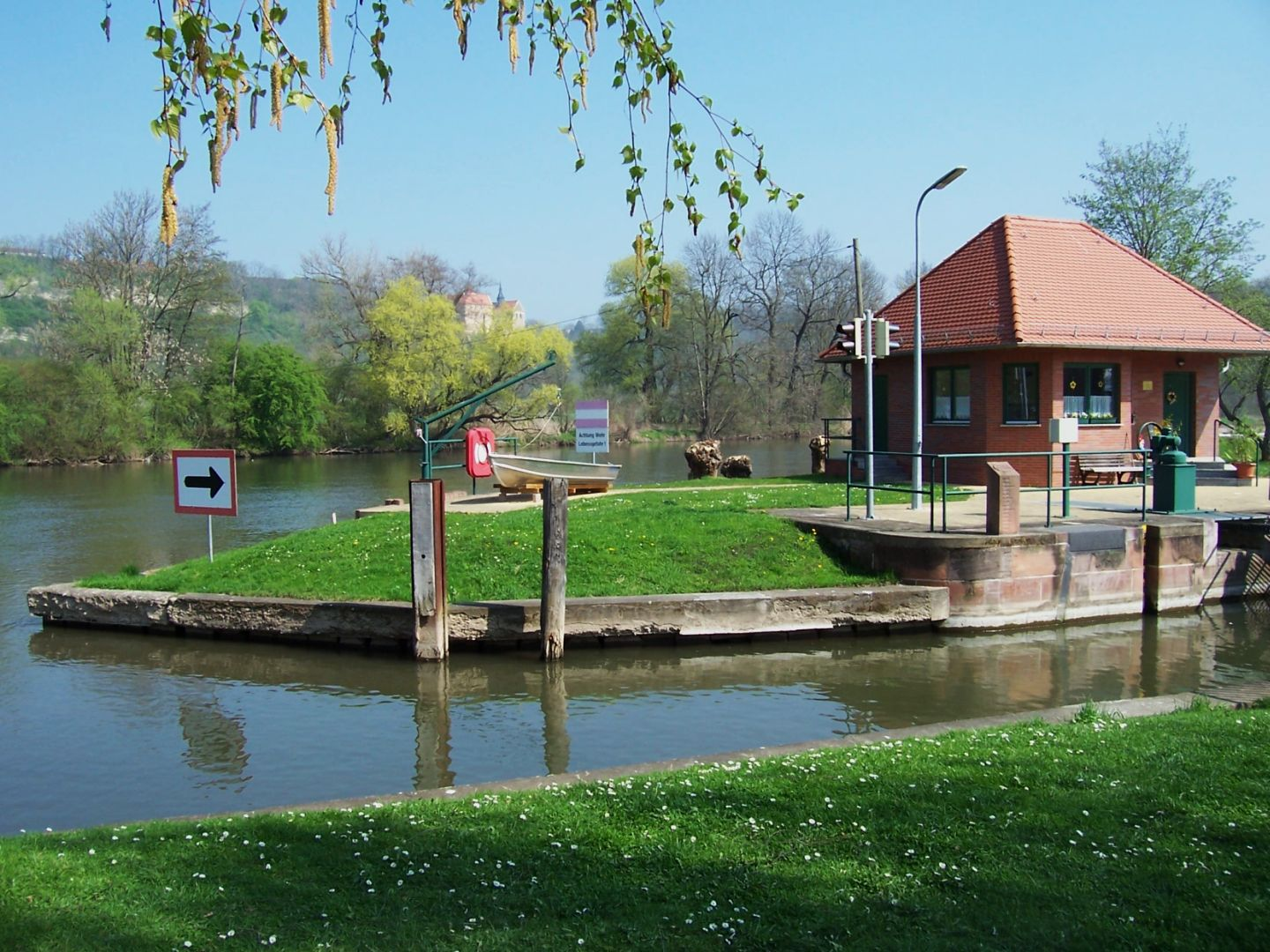